# San Victorio de La Mezquita
La Mezquita (llamada oficialmente San Vitoiro da Mezquita) es una parroquia del municipio español de La Merca, en la provincia de Orense, Galicia.

## Toponimia
La parroquia también es conocida por el nombre de San Victorio de La Mezquita.

## Organización territorial
La parroquia está formada por una entidad de población:
- Celeirós

## Demografía
Gráfica demográfica de la aldea de Celeirós y parroquia de La Mezquita según el INE español:
| Gráfica de evolución demográfica de La Mezquita entre 2000 y 2022 |
|                                                                   |
| Datos según el nomenclátor publicado por el INE.                  |